# Фэггс, Мэй
Айривента «Мэй» Фэггс Старр (англ. Aeriwentha "Mae" Faggs Starr; 10 апреля 1932, Мейс-Лендинг, Нью-Джерси — 27 января 2000, Вудлон, Огайо) — американская легкоатлетка, специалистка по бегу на короткие дистанции. Выступала за национальную сборную США по лёгкой атлетике в период 1948—1956 годов, чемпионка летних Олимпийских игр в Хельсинки, обладательница бронзовой медали Олимпийских игр в Мельбурне, чемпионка Панамериканских игр, рекордсменка мира, многократная победительница и призёрка первенств национального значения.

## Биография
Мэй Фэггс родилась 10 апреля 1932 года в поселении Мейс-Лендинг, штат Нью-Джерси, США.
Занималась лёгкой атлетикой во время учёбы в Бэйсайдской старшей школе в Нью-Йорке, представляла Нью-йоркскую полицейскую легкоатлетическую лигу. Позже поступила в Университет штата Теннесси в Нашвилле, состояла в местной легкоатлетической команде «Тайгерс», где проходила подготовку под руководством известного специалиста Эда Темпла. Неоднократно принимала участие в различных студенческих соревнованиях, выступая в спринтерских беговых дисциплинах.
Впервые заявила о себе в лёгкой атлетике на взрослом международном уровне в сезоне 1948 года, когда в возрасте 16 лет вошла в основной состав американской национальной сборной и благодаря череде удачных выступлений удостоилась права защищать честь страны на летних Олимпийских играх в Лондоне. Стартовала здесь в беге на 200 метров, но не смогла пройти дальше предварительного квалификационного этапа.
В 1952 году отправилась на Олимпийские игры в Хельсинки, где вместе со своими соотечественницами с мировым рекордом завоевала золотую медаль в программе эстафета 4 × 100 метров. В индивидуальных дисциплинах финишировала шестой в беге на 100 метров и дошла до полуфинала в беге на 200 метров.
После хельсинкской Олимпиады Фэггс осталась в составе легкоатлетической команды США на ещё один олимпийский цикл и продолжила принимать участие в крупнейших международных соревнованиях. Так, в 1955 году она выступила на Панамериканских играх в Мехико, где стала серебряной призёркой в беге на 100 метров, уступив в финале соотечественнице Барбаре Джонс, и одержала победу в эстафете 4 × 100 метров.
Находясь в числе лидеров американской национальной сборной, благополучно прошла отбор на Олимпийские игры 1956 года в Мельбурне. На сей раз в эстафете 4 × 100 метров взяла бронзу, пропустив вперёд команды из Австралии и Великобритании. При этом на дистанциях 100 и 200 метров попасть в финал не смогла.
За выдающиеся спортивные достижения в 1976 году была введена в Национальный зал славы лёгкой атлетики.
Впоследствии получила степень магистра в Университете Цинциннати и в течение многих лет работала преподавателем физической культуры в Принстонской старшей школе в Огайо, возглавляла местную легкоатлетическую команду.
Была замужем за Эдди Старром, имела двоих детей.
Умерла от рака 27 января 2000 года у себя дома в Вудлоне, Огайо, в возрасте 67 лет.